# Magische Welt
Die Magische Welt ist eine deutschsprachige Zauberfachzeitschrift. Sie wurde im Juli 1952 von Werner Geissler, genannt Werry, in Düren-Niederau gegründet. Er gab sie bis zu seinem Tode im Jahre 2000 heraus. Von 1953 bis 1983 erschien die Zeitschrift sechsmal jährlich, seit 1984 viermal jährlich. Nach Geisslers Tod übernahm der deutsche Zauberkünstler Wittus Witt die Magische Welt. Sie erscheint sechsmal pro Jahr. In Fachkreisen wird sie überwiegend als MW abgekürzt.
Seit 2009 hat der Herausgeber die Zeitschrift gesplittet: Die MW im Großformat bringt Berichte, Interviews, Allgemeines und Theoretisches, während Kunststückbeschreibungen – früher Bestandteil der MW – gesondert in der mit „Zaubersalz“ betitelten Beilage veröffentlicht werden.

## Inhalt und Auflage
Die Zeitschrift behandelt alle zur Zauberkunst gehörigen relevanten Themen. Im Laufe der 1960er-Jahre entwickelte sie sich von einer reinen Kunststück-beschreibenden Zeitschrift für Zauberkünstler auch zu einer theoretisierenden und historisch hinterfragenden Fachpublikation. Die Auflage betrug im Jahr 2015 2.500 Exemplare.
Die Zeitschrift liegt in Bibliotheken aus und ist an die Abgabe von Pflichtexemplaren an die Deutsche National- und an die Hamburger Staatsbibliothek gebunden. Seit 2006 wird die Magische Welt als Haus-Organ des Schweizer Zaubervereins „MRS“ von allen Mitgliedern bezogen.

## Geschichte
Die Magische Welt erschien im Juli 1952 zum ersten Mal. Die Seiten im Format DIN A5 wurden zunächst im Handsatz-Verfahren von Werner Geissler und seinem damaligen Partner Theo Wolf (1924–2000) hergestellt und anschließend im Buchdruckverfahren in einer Dürener Druckerei gedruckt. Nach dem ersten Erscheinungsjahr mit insgesamt drei Ausgaben lag die Abonnentenzahl bei 89. Ab dem Jahr 1953 erschien die Zeitschrift sechsmal pro Jahr und in diesem Jahrgang auch mit farbigen Titelseiten. 
Vom vierten bis zum 28. Jahrgang wurde die Zeitschrift in der Buchdruckerei Jos. Fischer in Jülich produziert. Ab dem 29. Jahrgang (1980) stellte Werner Geissler auf den Offsetdruck um. In diesem Jahr wurde die Rubrik Editorial eingeführt, die fester Bestandteil der Zeitschrift wurde.  Aus Kostengründen übernahm Geissler ab 1982 die komplette Produktion der Zeitschrift selbst und richtete dazu in seinem Studio eine eigene Offsetdruckerei ein. Hier wurde sie bis zum Jahr 1993 hergestellt. Danach wurde sie  von der Druckerei Gehler in Düren produziert, bis zur Übernahme durch Wittus Witt im Jahr 2000.
In den 1970er Jahren war die Magische Welt nach eigenen Angaben die erste Fachzeitschrift, die Uri Geller entlarvte und von der „gigantischsten Volksverdummung des Jahrhunderts“ schrieb.
In den 2000er Jahren begann sich die Zeitschrift verstärkt gegen Gebrauch von Tieren in der Zauberkunst auszusprechen. Von 2010 bis 2015 wurde sie auch als E-Journal angeboten und konnte einzeln oder in der Kombination mit der Papierversion bezogen werden.
Juristische Aufmerksamkeit erregte das Heft 1 im Jahr 2017: In dem Artikel „Die Magie ist (nicht) unter uns“ veröffentlichte Wittus Witt Fotos, ohne die Erlaubnis zu haben, diese in der Vorstellung aufnehmen zu dürfen und ohne die abgebildeten Personen um ihre Zustimmung zur Veröffentlichung zu fragen. Er musste daraufhin einen Unterlassungserklärung unterschreiben, den beiden abgebildeten Künstlern jeweils rund 600.- € zahlen und in den noch nicht ausgelieferten Heften die entsprechenden Stellen schwärzen.

## Beilagen und Gimmicks (Auswahl)
Seit 1961 werden in unregelmäßigen Abständen den Ausgaben Extrabögen beigelegt, die entweder als Zusatzrequisit für die in den Heften beschriebenen Kunststücke verwendet werden können oder eigenständige Kunststücke darstellen. Seit 2014 hat der aktuelle Herausgeber diese Beilagen mit „Gimmick“ betitelt, die seitdem regelmäßig den Heften beigelegt werden. Zusätzlich publiziert der Herausgeber seit 2003 in unregelmäßigen Abständen Sonderhefte unter der Bezeichnung MW-Spezial, die den Ausgaben der Zeitschrift zum Teil gratis beigelegt werden.

## Besonderheiten
Die Titelbilder werden seit 2011 oftmals von bildenden Künstlern gestaltet. 2011 entwarf der Düsseldorfer Künstler Klaus Battke die Deckblätter, 2012 der Nürnberger Grafiker Peter Thiele und 2015 der Hamburger Künstler Tobias Sandberger.

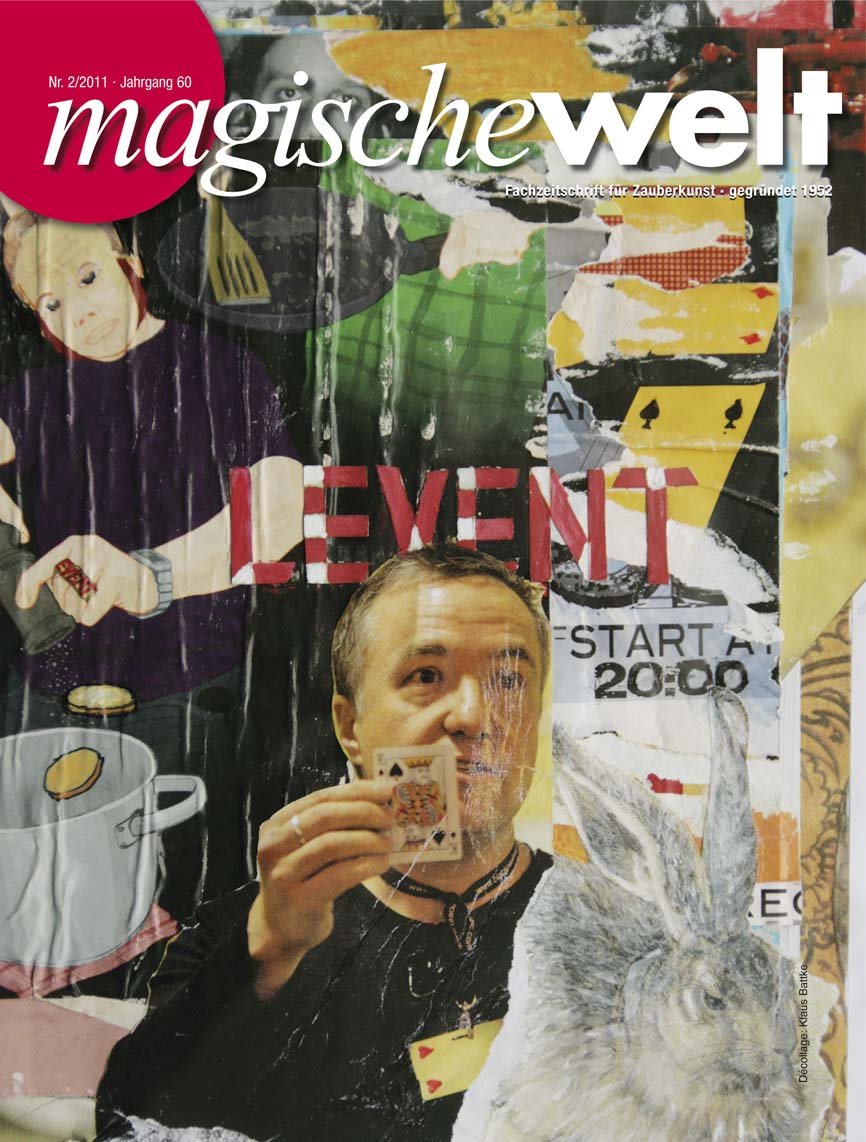
Titelgestaltung Klaus Battke
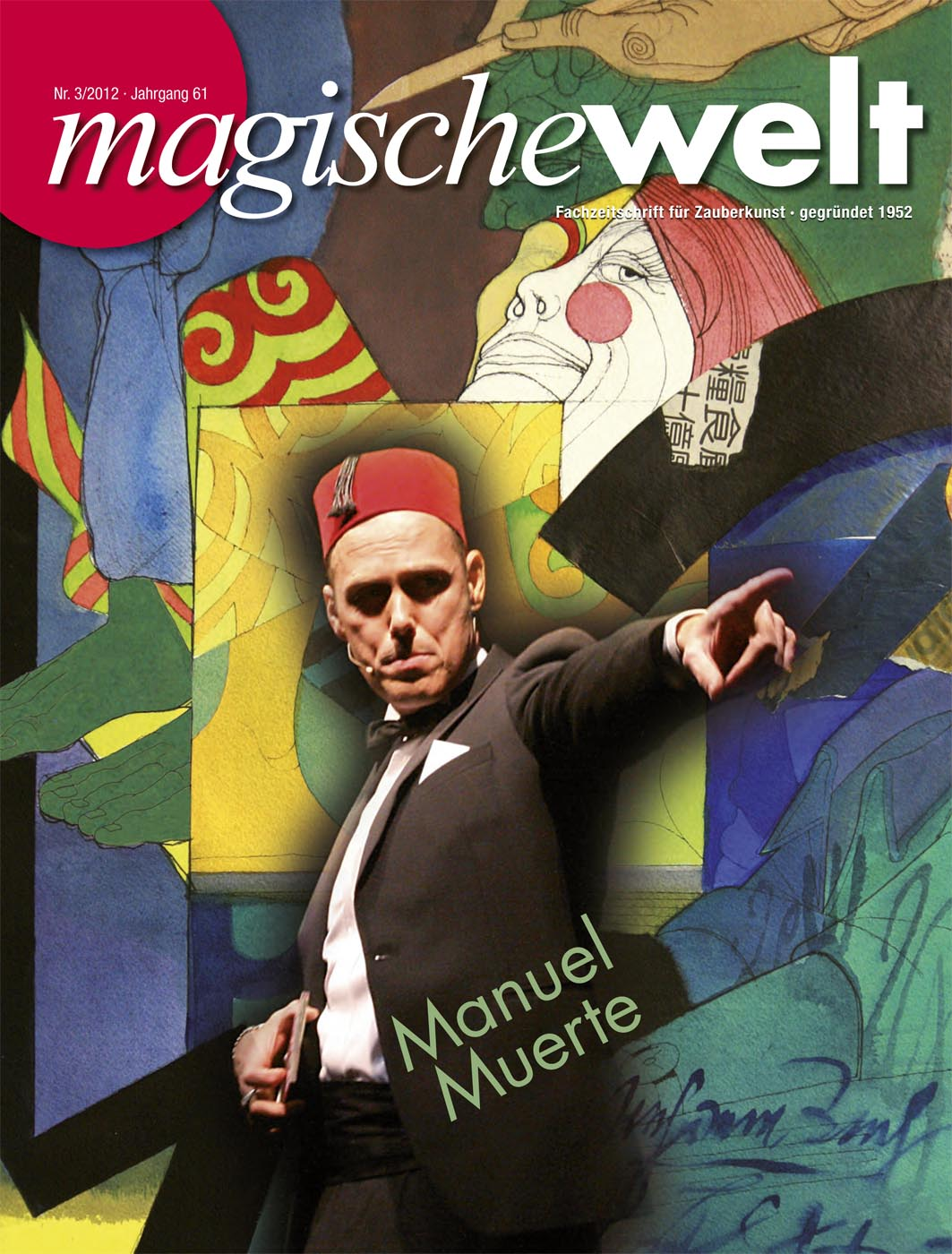
Titelgestaltung Peter Thiele

## Bekannte Mitarbeiter
- Rolf Andra, 1958–1990, Berufszauberkünstler, der sich speziell mit der Kartenkunst beschäftigt hat.
- Denis Behr, 2002–2013, Spezialist für Kartenkunst.
- Roberto Giobbi, 1986–2001, Fachautor mehrerer Bücher zum Thema Kartenzauberkunst.
- Pit Hartling, 2001–2012, Artikel zur Theorie der Zauberkunst.
- Max Maven, 2002–2011, US-amerikanischer Mentalist.
- Andreas Michel-Andino, seit 2005 fortlaufend, Serie zum Thema Was ist (Zauber-)Kunst?
- Paul Potassy, 2003–2005, Serie über das Berufsleben von Zauberkünstlern.
- Ulrich Rausch, 1986–2008, mehrere Serien zum Thema Kinderzauberkunst und Kreativität in der Zauberkunst.
- Peter Rawert, seit 2002, Beiträge zur Geschichte der Zauberkunst.
- Hanno Rhomberg, 2010–2014, Berichte über die Zauberszene allgemein und Österreich im Besonderen.
- Michelle Spillner, 2001–2007, Berichte und Porträts.
- Otto Wessely, seit 2004, Serie über das Leben als Zauberkünstler.
- Markus Zink, seit 2004, mehrere Serien zum Thema Theater-Zauberkunst, Kinderzauberkunst und Zauberkunststücke.

## Auszeichnung
1973 zeichneten die tschechischen Zauberkünstler in Prag die Magische Welt als beste Zauberzeitschrift Europas aus und verliehen dem Herausgeber W. Geissler-Werry den Golem, eine ca. 30 cm hohe Standfigur.